# Up And Quick
Up And Quick, född 27 april 2008 i Frankrike, är en fransk varmblodig travhäst. Han tränades 2018 av Antoine Lhérété. Tidigare tränades han av Franck Leblanc. Han kördes oftast av Jean-Michel Bazire eller Franck Nivard.
Up And Quick började tävla 2011 och var obesegrad i sina fem första felfria starter. Han sprang under sin karriär in 2,4 miljoner euro på 76 starter varav 17 segrar, 14 andraplatser och 8 tredjeplatser. Han tog karriärens största seger i Prix d'Amérique (2015).
Bland hans andra stora segrar räknas Prix Jules Thibault (2012), Prix Louis Jariel (2013), Critérium des 5 ans (2013), Prix Ténor de Baune (2014), Prix de Paris (2014, 2015), Critérium de vitesse de Basse-Normandie (2017, 2018) och Hugo Åbergs Memorial (2018). Han har även kommit på andraplats i Prix Phaeton (2012), Prix Octave Douesnel (2012), Prix de Croix (2012), Sweden Cup (2013), Prix de Bretagne (2013), Prix de Bourgogne (2014), Prix d'Amérique (2014) samt på tredjeplats i Critérium Continental (2012), Grand Prix l'UET (2012) och International Trot (2018).
Han deltog i Elitloppet åren 2017 och 2018, med en sjätteplats i finalen 2018 som främsta resultat.

## Sverigebesök
Up And Quick gästade Sverige för första gången under Elitloppshelgen 2013, då han deltog i "lilla Elitloppet" Sweden Cup. I loppet kördes han av Örjan Kihlström och kom på andraplats i finalen.
Han deltog i 2017 års upplaga av Elitloppet på Solvalla den 28 maj 2017 och kördes där av Franck Nivard. Han slutade oplacerad i försöksloppet, och kvalificerade sig därmed inte för finalen.
Den 17 maj 2018 bjöds han in till att delta i 2018 års upplaga av Elitloppet, som gick av stapeln den 27 maj. Detta blev hans andra start i Elitloppet. Han kördes av Jorma Kontio, och startade i det omtalade första försöksloppet – ett lopp som försenades med 15 minuter efter problematik med omstarter. I det lopp som senare gick iväg kom han på tredjeplats, och tog sig därmed vidare till finalen av Elitloppet. I finalen slutade han på sjätteplats.
Han kom på andraplats i Hugo Åbergs Memorial den 31 juli 2018, men efter att det blev konstaterats att Propulsion var nervsnittning och därmed blev han tilldelad segern i efterhand.
Han deltog i 2018 års UET Trotting Masters-final den 16 september 2018 på Östersundstravet, där han slutade femteplats.